# Boxning vid olympiska sommarspelen 1952
Boxningen vid olympiska sommarspelen 1952 i Helsingfors innehöll 10 olika viktklasser och var endast öppen för herrar. Matcherna hölls i Mässhallen (nuvarande Tölö sporthall). USA tog flest medaljer, och tvåa i medaljligan kom Italien. Detta var första gången lätt weltervikt och lätt medelvikt var med på det olympiska programmet. Detta var även första gången som inga bronsmatcher hölls; båda förlorarna i semifinalerna erhöll bronsstatus från och med dessa de olympiska spelen.

## Medaljtabell
| Klass                       | Guld                          | Silver                            | Brons                            |
| Flugvikt Detaljer...        | Nate Brooks · USA             | Edgar Basel · Tyskland            | Anatolij Bulakov · Sovjetunionen |
| Flugvikt Detaljer...        | Nate Brooks · USA             | Edgar Basel · Tyskland            | Willie Toweel · Sydafrika        |
| Bantamvikt Detaljer...      | Pentti Hämäläinen · Finland   | John McNally · Irland             | Gennady Garbuzov · Sovjetunionen |
| Bantamvikt Detaljer...      | Pentti Hämäläinen · Finland   | John McNally · Irland             | Kang Joon-Ho · Sydkorea          |
| Fjädervikt Detaljer...      | Ján Zachara · Tjeckoslovakien | Sergio Caprari · Italien          | Leonard Leisching · Sydafrika    |
| Fjädervikt Detaljer...      | Ján Zachara · Tjeckoslovakien | Sergio Caprari · Italien          | Joseph Ventaja · Frankrike       |
| Lättvikt Detaljer...        | Aureliano Bolognesi · Italien | Aleksy Antkiewicz · Polen         | Gheorghe Fiat · Rumänien         |
| Lättvikt Detaljer...        | Aureliano Bolognesi · Italien | Aleksy Antkiewicz · Polen         | Erkki Pakkanen · Finland         |
| Lätt weltervikt Detaljer... | Charles Adkins · USA          | Viktor Mednov · Sovjetunionen     | Erkki Mallenius · Finland        |
| Lätt weltervikt Detaljer... | Charles Adkins · USA          | Viktor Mednov · Sovjetunionen     | Bruno Visintin · Italien         |
| Weltervikt Detaljer...      | Zygmunt Chychła · Polen       | Sergei Scherbakov · Sovjetunionen | Günther Heidemann · Tyskland     |
| Weltervikt Detaljer...      | Zygmunt Chychła · Polen       | Sergei Scherbakov · Sovjetunionen | Victor Jörgensen · Danmark       |
| Lätt mellanvikt Detaljer... | László Papp · Ungern          | Theunis van Schalkwyk · Sydafrika | Eladio Herrera · Argentina       |
| Lätt mellanvikt Detaljer... | László Papp · Ungern          | Theunis van Schalkwyk · Sydafrika | Boris Tishin · Sovjetunionen     |
| Mellanvikt Detaljer...      | Floyd Patterson · USA         | Vasile Tiţǎ · Rumänien            | Boris Nikolov · Bulgarien        |
| Mellanvikt Detaljer...      | Floyd Patterson · USA         | Vasile Tiţǎ · Rumänien            | Stig Sjölin · Sverige            |
| Lätt tungvikt Detaljer...   | Norvel Lee · USA              | Antonio Pacenza · Argentina       | Anatoly Perov · Sovjetunionen    |
| Lätt tungvikt Detaljer...   | Norvel Lee · USA              | Antonio Pacenza · Argentina       | Harry Siljander · Finland        |
| Tungvikt Detaljer...        | Ed Sanders · USA              | Ingemar Johansson · Sverige       | Ilkka Koski · Finland            |
| Tungvikt Detaljer...        | Ed Sanders · USA              | Ingemar Johansson · Sverige       | Andries Nieman · Sydafrika       |

## Medaljfördelning
| Medaljfördelning |                 |      |        |       |        |
| Placering        | Nation          | Guld | Silver | Brons | Totalt |
| 1                | USA             | 5    | 0      | 0     | 5      |
| 2                | Italien         | 1    | 1      | 1     | 3      |
| 3                | Polen           | 1    | 1      | 0     | 2      |
| 4                | Finland         | 1    | 0      | 4     | 5      |
| 5                | Tjeckoslovakien | 1    | 0      | 0     | 1      |
| 6                | Ungern          | 1    | 0      | 0     | 1      |
| 7                | Sovjetunionen   | 0    | 2      | 4     | 6      |
| 8                | Sydafrika       | 0    | 1      | 3     | 4      |
| 9                | Argentina       | 0    | 1      | 1     | 2      |
| 9                | Tyskland        | 0    | 1      | 1     | 2      |
| 9                | Rumänien        | 0    | 1      | 1     | 2      |
| 9                | Sverige         | 0    | 1      | 1     | 2      |
| 13               | Irland          | 0    | 1      | 0     | 1      |
| 14               | Bulgarien       | 0    | 0      | 1     | 1      |
| 14               | Danmark         | 0    | 0      | 1     | 1      |
| 14               | Frankrike       | 0    | 0      | 1     | 1      |
| 14               | Sydkorea        | 0    | 0      | 1     | 1      |